# Chino (Nagano)
Chino (茅野市 -shi) é uma cidade japonesa localizada na província de Nagano.
Em 2003 a cidade tinha uma população estimada em 55.902 habitantes e uma densidade populacional de 209,83 h/km². Tem uma área total de 266,41 km².
Recebeu o estatuto de cidade a 1 de Agosto de 1958.